# Wila
Wila is een gemeente en plaats in het Zwitserse kanton Zürich, en maakt deel uit van het district Pfäffikon. Wila telt 1862 inwoners.

## Geboren
- Barbara Egli (1918-2005), schrijfster